# Operacja Jaywick
Operacja Jaywick lub rajd na Singapur – dywersyjna operacja alianckich komandosów przeprowadzona we wrześniu 1943 roku przeciwko flocie japońskiej w porcie singapurskim, w rezultacie której bez strat własnych zatopiono siedem nieprzyjacielskich jednostek handlowych. 

## Pomysł, plan i przygotowania
Pomysł operacji pochodził od 28-letniego brytyjskiego oficera – kpt. Ivana Lyona i 61-letniego cywila Billa Reynoldsa. 
Kpt. Lyon w momencie wybuchu II wojny światowej na Dalekim Wschodzie, służył w garnizonie singapurskim. Po upadku miasta udało mu się uciec, jednak w Singapurze musiał pozostawić swoją żonę i dziecko. Oficer nie miał żadnych wiadomości o ich losie, jednak z docierających przez linię frontu informacji wiedział, że europejska ludność cywilna pod okupacją japońską, zwłaszcza rodziny brytyjskich oficerów, traktowane są nieludzko. Rozpacz i nienawiść do Japończyków były głównymi motywami Lyona do zgłoszenia pomysłu operacji oraz inicjatywy jej zorganizowania i objęcia dowodzenia. Reynolds dysponował starym, japońskim kutrem rybackim „Kofuku Maru”, który przez Cejlon i Indie trafił do Australii po ewakuacji Singapuru. 
Celem operacji było zaatakowanie japońskiej żeglugi na Morzu Południowochińskim w jednym z jej newralgicznych punktów – porcie singapurskim. Kuter „Krait” udający japoński statek rybacki – miał dostarczyć komandosów w pobliże Singapuru, skąd 6 z nich na 3 kajakach miało podpłynąć do portu i przyczepić ładunki wybuchowe do kadłubów statków. Po akcji komandosi mieli powrócić w wyznaczone miejsce, przeczekać japońską reakcję i ponownie wsiąść na pokład „Kraita” by powrócić do Australii. 
Plan był bardzo śmiały i ryzykowny. Kuter miał przebyć odległość przeszło 2 000 mil morskich. Marszruta prowadziła przez Ocean Indyjski aż do  wyspy Bali, koło której planowano przedrzeć się na Morze Jawajskie, na wody całkowicie opanowane przez Japończyków. Po ich pokonaniu, pomiędzy Jawą i Borneo, grupa miała przebyć ostatni odcinek, najtrudniejszy. Wiódł on ruchliwym szlakiem żeglugowym wzdłuż Sumatry, aż do Singapuru. Zarówno pomysłodawcy jak i uczestnicy rajdu doskonale zdawali sobie sprawę, że w wypadku ich wykrycia przez Japończyków, szanse ucieczki nie istnieją, a niewola będzie równoznaczna z torturami i wyrokiem śmierci. Dlatego też, każdy z uczestników wyprawy posiadał ampułkę z cyjankiem. 
Żaden z uczestników rajdu poza samym kpt. Lyonem nie znał prawdziwego celu ataku. Ze względu na tajemnicę wojskową, powiedziano im, że mają zaatakować leżący na Jawie indonezyjski port Surabaja. Prawdziwy cel operacji ujawniono im dopiero trzeciego dnia rejsu, co wszyscy przyjęli z entuzjazmem.

## Uczestnicy

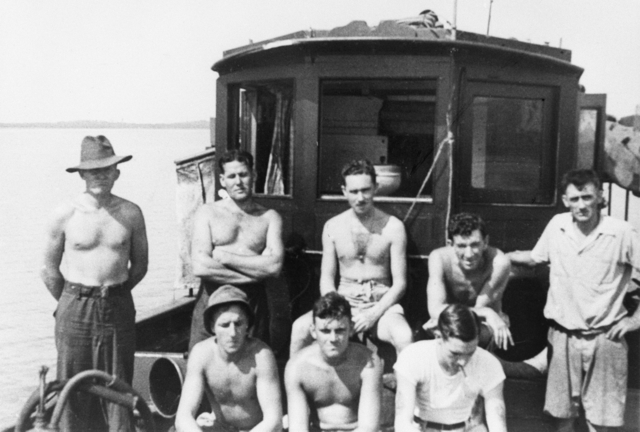
Załoga (część) „Kraita” podczas operacji Jaywick

Rajdu dokonało 14 komandosów z „Jednostki Specjalnej Z” (znanej również jako „Z Force”) utworzonej w marcu 1942 roku z inicjatywy brytyjskiego Special Operations Executive w ramach australijskich jednostek specjalnych (Special Operations Australia – SOA). Byli to żołnierze rekrutowani głównie z szeregów australijskiej marynarki i piechoty (3 Brytyjczyków i 11 Australijczyków): 
1. mjr Ivan Lyon (dowódca)
2. p.por. Hubert Edward Carse (kapitan kutra)
3. p.por. Donald Montague Noel Davidson
4. p.por. Robert Charles Page
5. kpr. Andrew Anthony Crilley
6. kpr. R. G. Morris
7. st. mar. Kevin Patrick Cain
8. mechanik James Patrick McDowell
9. radiooperator Horace Stewart Young
10. mat Walter Gordon Falls
11. mat Mostyn Berryman
12. mat Frederick Walter Lota Marsh
13. mat Arthur Walter Jones
14. mat Andrew William George Huston

## Przebieg operacji
1 września „Krait” opuścił zatokę Exmouth i skierował się na północ. Tuż po rozpoczęciu rejsu, w kutrze pękł wał śrubowy. Awaria została jednak usunięta dzięki pomocy amerykańskiego okrętu warsztatowego USS „Chanticleer”. Dzień później, prowizorycznie naprawiona jednostka (przepłynęła później 4 000 mil), mogła kontynuować misję. 
Po wciągnięciu mocno zużytej, japońskiej bandery, 8 września kuter sforsował cieśninę pomiędzy wyspami Bali i Lombok i wpłynął na Morze Jawajskie. Przez akwen ten kuter przepłynął bez żadnych trudności. 15 września „Krait” znalazł się w odległości 100 mil od Singapuru. 16 września jednostka przeszła w czasie sztormu niepostrzeżenie przez cieśninę Karimata i wpłynęła na wody archipelagu Riau i Lingga. Kuter płynący pomiędzy krętymi i wąskimi wysepkami archipelagu nie wzbudzał swoim wyglądem żadnych podejrzeń wśród załóg mijanych raz po raz łodzi tubylców. Postrzępiona japońska flaga powiewająca na rufie jednostki całkowicie usprawiedliwiała obecność odrapanego, wysłużonego kutra. 
W tym samym dniu, „Krait” rzucił kotwicę przy wyspie Pompong, celem zbadania jej przydatności jako bazy wypadowej do ataku. W tym momencie jednostka została wykryta przez pojedynczy samolot japoński, jednak jej wygląd oraz szpiczaste kapelusze wymalowanych brązową farbą komandosów nie wzbudziły podejrzeń pilota. Ponieważ wyspa okazała się nieprzydatna dla oddziału, kuter popłynął dalej i po zbadaniu kilku następnych, zakotwiczył o zmroku przy niedużej wysepce Panjang, oddalonej od celu ataku o dwadzieścia kilka mil. Tej samej nocy komandosi spuścili na wodę trzy kajaki wyposażone w miny magnetyczne, broń i zapasy żywności na dwa tygodnie.

## Atak

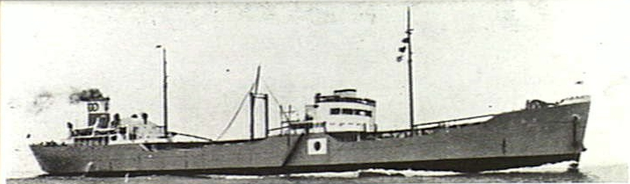
Japoński statek transportowy „Sinkoku Maru”, który został zaminowany przez majora Ivana Lyona 26 września 1943 roku

Na wyspie pozostali kpt. Lyon, por. Davidson, ppor. Page i trzej komandosi: Huston, Falls i Jones. „Krait” z resztą załogi pod dowództwem por. Carse'a odpłynął w kierunku Borneo. Miał powrócić po komandosów w dniu 1 października. 
Po dwudniowym wypoczynku, pozostawieni na wyspie komandosi pod dowództwem kpt. Lyona, wieczorem 20 września przystąpili do realizacji głównego celu operacji. Wiosłując po dwóch w trzech kajakach ważących ponad 300 kg każdy, odpoczywając w ciągu dnia na wysepkach atolu, w ciągu dwóch kolejnych nocy dotarli do wyspy Dongas leżącej naprzeciw obszernej redy Singapuru i oddalonej od miasta o 10–12 km w linii prostej. 22 września po wschodzie słońca, komandosi mogli stąd ujrzeć port w Singapurze, usłyszeć nawet odgłos pracy portowych urządzeń. Po zapadnięciu zmroku okazało się, że Japończycy czuli się na tyle pewnie, że nie zastosowali zaciemnienia, co ułatwiło zadanie atakującym. 
24 września o godz. 20:00 ruszyli do ataku. Załogę pierwszego kajaka stanowili kpt. Lyon i szer. Huston. Mieli oni zaatakować grupę statków na kotwicowisku pomiędzy wyspą Bukum i miastem. Załoga drugiego kajaka – por. Davidson i szer. Falls – miała założyć miny na statkach stojących przy głównym szlaku żeglugowym do Singapuru, na wschód od portu Keppel. Celem trzeciego kajaka – ppor. Page i szer. Jones – były statki zacumowane wzdłuż nabrzeża na wyspie Bukum. Na skutek silnego prądu pierwszy atak nie powiódł się – załogi kajaków zawróciły. Wszystkie dotarły do Dongas, z tym że kajak Lyona i Hustona znalazł się po przeciwległej stronie wyspy. Dopiero wieczorem dołączyli oni do kolegów. 
Następnie cały zespół przeniósł się na o wiele korzystniej położoną wyspę Subar po drugiej stronie cieśniny Bulan. Ponowną próbę ataku podjęli w nocy z 26 na 27 września. Tuż po zapadnięciu zmroku komandosi wyruszyli z bazy. Wkrótce kajaki rozdzieliły się i od tej pory trzy dwójki miały operować samodzielnie. Davidson i Falls stanowili załogę najsilniejszą fizycznie, dlatego też dopłynęli najszybciej i rozpoczęli wykonywanie zadania najwcześniej. Do godziny drugiej w nocy umocowali sześć min magnetycznych na burtach trzech japońskich jednostek. Zapalniki ładunków były ustawione na godz. 5:00. 
Page i Jones dotarli do nabrzeża wyspy Bukum, jednak znaleźli tam tylko jedną na tyle dużą jednostkę (fregatę), aby była godna zatopienia. Założyli na niej trzy miny i bez przeszkód udali się w drogę powrotną. Para Lyon-Hudson, na skutek panujących ciemności nie odnalazła żadnych celów. W tej sytuacji zdecydowali się udać na kotwicowisko. Po drodze mijali kilka większych jednostek, jednak kpt. Lyon uznał, że są to cele innego kajaku i nie atakował ich. Ponieważ czas mijał, do świtu było coraz bliżej, a Lyon nie chciał wracać bez założenia min, postanowił zaatakować dwa zbiornikowce stojące na środku toru wodnego wiodącego do portu. Na dwóch japońskich statkach założyli po trzy miny magnetyczne. W trakcie tej pracy zostali w pewnym momencie zauważeni przez japońskiego marynarza z pierwszej jednostki, który jednak nie wszczął alarmu, biorąc ich najprawdopodobniej za tubylców łowiących skorupiaki. 
Załogi wszystkich trzech kajaków, dzięki tym razem korzystnemu prądowi dopłynęły do Dongas przed godziną 5:00. Kiedy wciągali na brzeg swoje kajaki usłyszeli serię wybuchów – pierwsze od strony Keppel. Niedługo potem dotarł do nich dźwięk syren alarmowych i w Singapurze zaczęły gasnąć światła. Po wschodzie słońca ujrzeli niezwykły ruch na singapurskiej redzie. Statki podnosiły kotwicę i zmieniały miejsce postoju. W oddali majaczyły maszty zatopionych jednostek, a redę zasnuwał gęsty dym z płonących zbiornikowców (ofiar Lyona i Hudsona). Z lotniska raz po raz startowały samoloty patrolowe, ale wszystkie udawały się w niewłaściwym kierunku cieśniny Malakka. Załogi wszystkich trzech kajaków udały się następnie na wyspę Pompong, którą osiągnęły 1 października. Tego samego dnia, po zapadnięciu zmroku do wyspy podpłynął „Krait”. 19 października kuter powrócił szczęśliwie do Australii po 48 dniowym rejsie.

## Skutki operacji

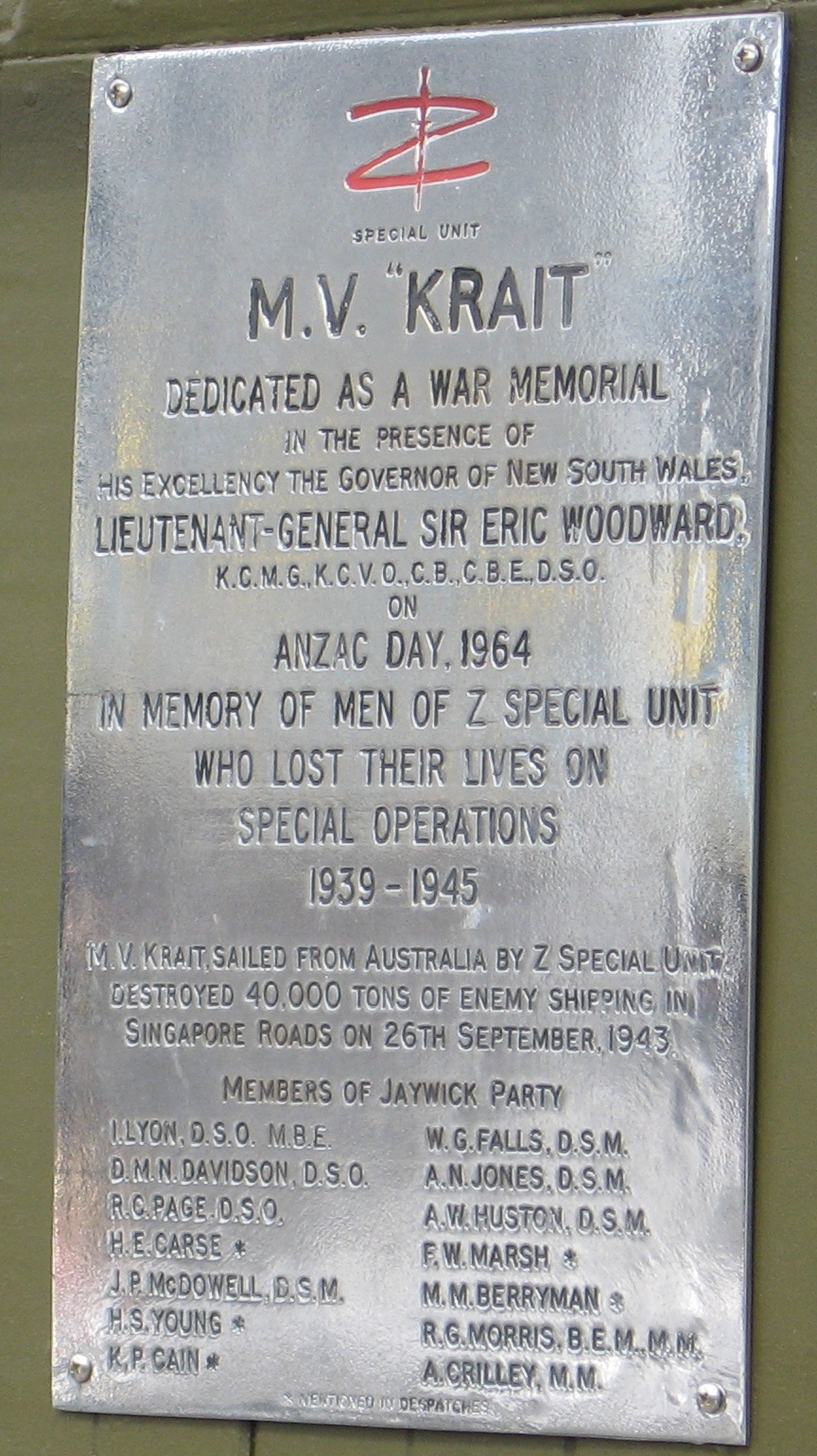
Tablica pamiątkowa na MV „Krait” ufundowana w 1964 roku

Sukces operacji przeszedł najśmielsze oczekiwania. Przy zaangażowaniu stosunkowo niedużych środków Australijczykom udało się zatopić siedem japońskich okrętów o łącznej wyporności 38 000 BRT, nie ponosząc przy tym żadnych strat własnych. Nie mniej ważny był propagandowy i moralny aspekt całej operacji. Rajd na Singapur podniósł na duchu miejscową ludność, pokazał, że metropolia nie zapomniała o swojej kolonii i wciąż jest w stanie zadawać skuteczne ciosy najeźdźcom. 
Rajd kompletnie zaskoczył Japończyków. Uznali oni, że atak musiał być dziełem Malajczyków wspieranych przez brytyjski wywiad lub chińską komunistyczną partyzantkę. To przeciwko nim, w głównej mierze, skierowali swoje represje. Odwet nie ominął także internowanych europejskich cywilów – podczas masakry 10 października funkcjonariusze Kempeitai aresztowali i poddali torturom 57 internowanych Europejczyków, z których 15 zmarło. 
Sukces operacji Jaywick zachęcił dowództwo SOA do podjęcia w październiku 1944 roku kolejnej tego typu akcji. Otrzymała ona kryptonim Rimau. W jej wyniku zatopiono w porcie w Singapurze trzy japońskie statki, jednak wszyscy uczestnicy akcji, łącznie z kpt. Lyonem zostali schwytani i straceni.

## Wpływy kulturowe
W 1988 roku powstał australijsko-brytyjski, trzyodcinkowy serial telewizyjny pt. The Heroes (polski tytuł - Herosi), który był filmową rekonstrukcją operacji Jaywick i Rimau.